# Eskolak
Eskolak (persiska: اسکلک) är en ort i Iran.   Den ligger i provinsen Gilan, i den nordvästra delen av landet, 220 km nordväst om huvudstaden Teheran. Eskolak ligger 195 meter över havet och antalet invånare är 839.
Terrängen runt Eskolak är kuperad.Runt Eskolak är det ganska glesbefolkat, med 45 invånare per kvadratkilometer. Närmaste större samhälle är Rostamābād, 14,8 km sydväst om Eskolak. I omgivningarna runt Eskolak växer i huvudsak blandskog.